# Tampa Bay Buccaneers 2001
La stagione 2001 dei Tampa Bay Buccaneers è stata la 26ª della franchigia nella National Football League. Il quarterback Shaun King fu messo in panchina e Brad Johnson fu acquisito come free agent. Questi stabilì gli allora record di franchigia stagionali per yard passate (3.406), passaggi completati (340) e tentati (540). La sua squadra ebbe una partenza lenza iniziando come un record di 3-4 ma si riprese nella seconda parte della stagione, terminando con un bilancio di 9-7 e centrando un posto nei playoff. Lì nel primo turno fu eliminata per il secondo anno consecutivo dai Philadelphia Eagles. Due giorni dopo, l'allenatore Tony Dungy fu licenziato.

## Calendario
| Turno     | Data       | Avversario             | Risultato     | TV          | Pubblico |
| --------- | ---------- | ---------------------- | ------------- | ----------- | -------- |
| 1         | 9/9/2001   | at Dallas Cowboys      | V 10–6        | FOX 1:00pm  | 61,521   |
| 3         | 30/9/2001  | at Minnesota Vikings   | S 20–16       | FOX 1:00pm  | 64,105   |
| 4         | 7/10/2001  | Green Bay Packers      | V 14–10       | FOX 4:15pm  | 65,510   |
| 5         | 14/10/2001 | at Tennessee Titans    | S 31–28 (DTS) | FOX 1:00pm  | 68,798   |
| 6         | 21/10/2001 | Pittsburgh Steelers    | S 17–10       | CBS 1:00pm  | 65,588   |
| 7         | 28/10/2001 | Minnesota Vikings      | V 41–14       | FOX 1:00pm  | 65,558   |
| 8         | 4/11/2001  | at Green Bay Packers   | S 21–20       | FOX 1:00pm  | 59,861   |
| 9         | 11/11/2001 | at Detroit Lions       | V 20–17       | FOX 1:00pm  | 74,268   |
| 10        | 18/11/2001 | Chicago Bears          | S 27–24       | FOX 4:15pm  | 65,612   |
| 11        | 26/11/2001 | at St. Louis Rams      | V 24–17       | ABC 9:00pm  | 66,198   |
| 12        | 2/12/2001  | at Cincinnati Bengals  | V 16–13 (DTS) | FOX 1:00pm  | 52,135   |
| 13        | 9//2001    | Detroit Lions          | V 15–12       | FOX 1:00pm  | 65,514   |
| 14        | 16/12/2001 | at Chicago Bears       | S 27–3        | FOX 1:00pm  | 66,944   |
| 15        | 23/12/2001 | New Orleans Saints     | V 48–21       | FOX 1:00pm  | 65,526   |
| 16        | 29/12/2001 | Baltimore Ravens       | V 22–10       | ABC 9:00pm  | 65,619   |
| 17        | 6/1/2002   | Philadelphia Eagles    | S 17–13       | ESPN 8:30pm | 65,541   |
| Playoff   |            |                        |               |             |          |
| Wild card | 12/1/2002  | at Philadelphia Eagles | S 9-31        | ABC 4:30pm  | 65,846   |